# Festival de cinéma africain de Cordoue 2012
Le Festival de cinéma africain de Cordoue 2012  est la 9e édition du Festival de cinéma africain de Cordoue qui s’est déroulée du 13 au 20 octobre 2012. Après huit éditions déroulées à Tarifa, le Festival se déplace cette année à Cordoue, située en Andalousie en Espagne. Huit jours dédiés aux cinématographies de 28 pays d'Afrique et du Moyen-Orient.

## Festival de Cinéma Africain de Cordue

### Sections en Compétition

#### Le Rêve Africain
- 678, de Mohamed Diab (Égypte/Rwanda, 2011, 100 min)

Ce film est basé sur l’histoire vraie de trois femmes et de leur détermination à se défendre du harcèlement sexuel dont souffrent les femmes en Égypte. Quand l’une d’elles décide de réagir et d’enfoncer un couteau dans l’aine d’un de ses offenseurs, elle devient une héroïne anonyme qui révolutionne la ville.
- Matière grise, de Kivu Ruhorahoza (Afrique du Sud, 2011, 100 min)

Le film, situé dans la capitale rwandaise de Kigali, suit les vaines tentatives d’un réalisateur opiniâtre pour financer sa première fiction, Le Cycle du cafard, un drame obsédant sur un frère et une sœur aux lendemains du génocide. Le gouvernement refuse de financer son film mais le réalisateur, Balthazar, cache cette mauvaise nouvelle à son équipe et continue les préparatifs. Ce film pourrait-il n’exister que dans ses rêves  ? Matière grise est l’un des premiers longs métrages de fiction du Rwanda.
- Beauty, de Oliver Hermanus (Afrique du Sud, 2011, 99 min)

François van Heerden, la quarantaine, mène une vie bien rangée à Bloemfontein, en Afrique du Sud. Père de deux enfants et mari dévoué, il est pris de court quand une rencontre fortuite bouleverse son existence sans vague, parfaitement ordonnée. Tout se passe le jour du mariage de sa fille, il ne parvient plus à quitter des yeux le fils d’un de ses vieux amis. L’attirance tourne bientôt à l’obsession.
- Sur la planche, de Leila Kilani (Maroc, 2001, 110 min)

« Je ne vole pas, je me rembourse. Je ne trafique pas, je commerce. Je ne mens pas, je suis déjà ce que je serai. Je suis juste en avance sur la vérité, la mienne ». A Tanger, Badia lutte pour se sortir de l’usine de crevettes où elle travaille. Avec Imane, Nawal et Asma, ses compagnes d’infortune, elle vit à une cadence effrénée, travaillant le jour, cherchant les bonnes combines la nuit. Avec une liberté rare et l’énergie de ceux qui refusent de capituler.
- El Taaib, de Merzak Allouache (Algérie, 2012, 110 min)

Algérie région des hauts plateaux. Alors que des groupes d’irréductibles islamistes continuent à semer la terreur, Rachid, un jeune djihadiste quitte la montagne et regagne son village. Selon la loi de «pardon et de concorde nationale», il doit se rendre à la police et restituer son arme. Il bénéficie alors d’une amnistie et devient «repenti». Mais la loi ne peut effacer les crimes et pour Rachid commence un voyage sans issue où s’enchevêtrent la violence, le secret, la manipulation.
- Tey, de Alain Gomis (Sénégal, 2011, 86 min)

Aujourd’hui, c’est la dernière journée de Satché, il sait qu’il va mourir ce soir. Satché sait que cela va arriver, même s’il est en parfaite santé. Mais il l’accepte. Il parcourt les rues de sa ville, passe aux endroits stratégiques de son passé : la maison de ses parents, son premier amour, ses amis d’adolescence… Une manière pour l’exilé revenu au pays de faire à nouveau connaissance avec son pays d’origine.
- Virgem Margarida, de Licínio Azevedo (Mozambique, 2012, 90 min)

Le Mozambique, 1975. Le gouvernement révolutionnaire tient à éliminer toutes traces du colonialisme au plus vite, y compris la prostitution. Toutes les prostituées des villes sont arrêtées et enfermées dans un camp isolé. Elles y sont ensuite rééduquées, changées en femmes nouvelles et surveillées par des femmes soldats. Margarida est l’une des cinq cents prostituées du camp. Jeune campagnarde de 14 ans, elle était en ville pour acheter son trousseau et, se trouvant sans papiers d’identité, elle s’est fait arrêter. Une révélation inattendue va changer  son sort : Margarida est vierge. Les prostituées non seulement l’adoptent et la protègent, mais elles finissent même par la vénérer comme une sainte.

#### De l'Autre Côté du Détroit
- « Bîr d’Eau », a Walkmovie, de Djamil Beloucif (Algérie, 2012, 77 min)

« Bîr d’Eau », a Walkmovie montre une journée dans une rue d’Alger où un film se fait et se défait sous le regard d’une caméra. Le réalisateur donne la parole aux habitants de la rue Bîr d’Eau, dans le quartier de Telemly
- The education of Auma Obama, de Branwen Okpako (Kenya, 2011, 79 min)

The Education of Auma Obama  est un documentaire sur la vie et sur l’époque de la demi-sœur de Barack Obama, filmée sur ses terres, au Kenya, durant la campagne des élections américaines de 2008. Auma incarne une identité postcoloniale et féministe dans son Kenya natal. Le film montre également une génération d’Africains engagés politiquement et socialement, dont les aspirations sont fondées sur les expériences de leurs parents et qui ont l’ambition de créer un meilleur avenir à partir de rien.
- Espoir-Voyage, de Michel K. Zongo (Burkina Faso, 2012, 81 min)

Michel K. Zongo quitte le Burkina sur les traces de son frère aîné qui a émigré en Côte d’Ivoire alors que le réalisateur n’avait que 5 ans. Ce frère est mort là-bas en 1994, après 18 années d’absence. La route sur les traces de ce frère disparu est longue, les témoins incertains, leurs souvenirs déjà lointains. Mais son parcours résonne dans les discours d’autres candidats à l’exil aujourd’hui.
- Gangster Project, de Teboho Edkins (Afrique du Sud, 2011, 55 min)

Au Cap, l’une des villes les plus violentes et inégales du monde, un jeune étudiant blanc en cinéma veut faire un film de gangsters, avec de vrais gangsters. Après une longue quête pour trouver des personnages cinégéniques, il trouve le gang parfait et commence à les suivre quotidiennement. Mais la réalité le rattrape rapidement : la peur, le deuil, l’ennui et les petits trafics sont loin des personnages hauts en couleur attendus. Un film entre fiction et réalité, où la réalité est montrée telle quelle et la fiction cesse d’être de la fiction.
- Ici on noie les Algériens, de Yasmina Adi (Algérie, 2011, 90 min)

À l’appel du Front de libération nationale (FLN), des milliers d’Algériens venus de Paris et de toute la région parisienne, défilent, le 17 octobre 1961, contre le couvre-feu qui leur est imposé. 50 ans après, la cinéaste met en lumière les évé-nements de cette journée. Mêlant témoignages et archives inédites, le film retrace les différentes étapes de ces évé-nements, et révèle la stratégie et les méthodes intolérables mises en place au plus haut niveau de l’État français.
- Laïcité, Inch'Allah !, de Nadia El Fani (Tunisie, 2011, 72 min)

Août 2010, en plein Ramadan sous le régime de Ben Ali et malgré la chape de plomb de la censure, Nadia El Fani filme une Tunisie qui semble ouverte au principe de liberté de conscience et à son rapport à l’Islam…Trois mois plus tard, la Ré-volution Tunisienne éclate, Nadia est sur le terrain. Tandis que le monde arabe aborde une phase de changement radical, la Tunisie, ayant insufflé le vent de révolte, est à nouveau le pays laboratoire quant à sa vision de la religion. Et si pour une fois, par la volonté du peuple, un pays musulman optait pour une constitution laïque ? Alors, les Tunisiens auraient vraiment fait « La Révolution ».
- La Vierge, les Coptes et moi, de Namir Abdel Messeeh (Égypte, 2011, 85 min)

Un jour, Namir Abdel Messeeh, un réalisateur d’origine égyptienne, regarde avec sa mère une vidéo montrant l’apparition de la Vierge Marie en Égypte. Comme des millions d’autres Coptes, sa mère voit la Vierge sur l’écran alors que lui ne voit rien. Sceptique à propos de la cassette, Namir retourne en Égypte pour faire un film sur ces apparitions mais il rencontre bientôt de multiples obstacles. Il en ressort un docu-fiction plein d’humour et un affrontement familial et culturel à propos de la religion au sein de la diaspora, le 7e art et la créativité infinie des réalisateurs.

#### L'Afrique en Court
- As they say, de Hicham Ayouch (Maroc, 2011, 14 min)

Un père et son fils passe un week-end à pêcher au bord d’un splendide lac dans une forêt luxuriante du Rif. Le fils est un jeune homme moderne de 25 ans. Il souhaite profiter de ces moments d’intimité et de contemplation pour avouer à son père son secret. Le père est un ancien militaire de 60 ans aux mœurs traditionnelles. Il ne soupçonne pas la nature du secret de son fils. Sa révélation fera éclater leur relation.
- Brûleurs, de Farid Bentoumi (Algérie, 2011, 15 min)

Amine, un jeune algérois, achète un caméscope dans une boutique d’Oran. Il filme des souvenirs de sa ville, de son appartement et, une dernière fois, des images de sa fiancée et de sa mère. Avec Malik, Lofti, Mohammed et Khalil, ils embarquent sur un bateau de fortune pour traverser la Méditerranée. Caméra au poing, Amine filme les traces de leur voyage.
- Demain Alger ? , d'Amin Sidi-Boumédiène (Algérie, 2011, 20 min)

Trois jeunes discutent en bas d’un immeuble. Le départ imminent de leur meilleur ami est au centre de leurs discussions qui virent très vite à la dispute. Dans un appartement au-dessus, Fouad fait sa valise dans le silence sous le regard plein de larmes de sa mère. Il hésite à dire au revoir  à ses amis. Dans le parking de la cité, les trois jeunes attendent. Fouad discute alors avec son père d’un éventuel retour « demain » dans une Algérie qu’il ne reconnaîtra certainement plus.
- Kaa el bir, de Moez Ben Hassen (Tunisie, 2011, 20 min)

Lotfi, envahi par le désespoir, pense au suicide. Mais soudain il se trouve engouffré  dans un terrible cauchemar dans lequel il voit l’être qui lui est le plus cher, sa mère Khadija, subir la conséquence de sa noire décision. La souffrance morale et le sentiment de culpabilité envers sa mère deviennent tellement insupportables qu’ils débordent l’insondable désespoir, et parviennent à le faire reculer devant ce qu’il croit être sa délivrance.
- Soubresauts, de Leyla Bouzid (Tunisie, 2011, 22 min)

Quand un événement dramatique a lieu dans les foyers de la bourgeoisie tunisienne, on fait tout pour le cacher. Une jeune fille revient à la maison avec le visage ensanglanté, elle a été attaquée. La mère et le frère l’aident tout en la culpabilisant. Le père ne sait rien. Pourtant la douleur et la compassion forceront la mère à défendre sa fille.
- Sur la route du paradis, de Uda Benyamina (Maroc, 2012, 43 min)

Leila et ses deux enfants, Sarah et Bilal, ont quitté leur terre natale afin de s’installer en France. Sans-papiers, à la recherche de son mari réfugié en Angleterre, Leila souhaite offrir à ses enfants une vie meilleure et tente de survivre en les élevant dans la clandestinité. Alors qu’elle retrouve enfin la trace de son époux et dispose de l’argent nécessaire pour le rejoindre, l’étau se resserre.
- Thato, de Teboho Edkins (Afrique du Sud, 2011, 28 min)

Thato est le portrait d’une femme qui attend son deuxième enfant en Afrique du Sud. Sa peur de le voir mourir du sida comme son premier-né se dessine sur son visage à travers toute la durée du film. De l’espoir douloureux aux pleurs ré-dempteurs, ses émotions sont à l’image du paysage qui évolue au fil des saisons - métaphore du destin d’un continent en pleine mutation.
- Yvette, de Marie Bassolé/Ferdinand Bassono (Burkina Faso, 2011, 21 min)

Yvette ou la réalité d’une femme au village de Perkouan (Burkina Faso), dont la condition se révèle à travers les tâches quotidiennes, son environnement, et ses réflexions...
- Who Killed Me, de Amil Shivji (Tanzanie, 2011, 15 min)

Qui m’a tué nous montre la vie d’un immigré congolais à Toronto avant, pendant et après son assassinat devant son lieu de travail. De celle de sa mère à celle du policier qui le trouve, nous découvrons différentes vies dans la même ville.

### Sections hors compétition

#### Afroscope
- Amanar Tamasheq, de Lluís Escartín (Espagne, 2010)
- Dimanche à Brazzaville, de Enric Bach / Adriá Monés (Espagne 2011)
- Ensayo final para utopía, de Andrés Duque (Espagne, 2012)
- L’Identité Nationale, de Valérie Osouf (France, 2012)
- Kinyarwanda, de Alrick Brown (États-Unis, 2010)
- Otra noche en la tierra, de David Muñoz (Espagne, 2010)
- Los pasos dobles, de Isaki Lacuesta (Espagne, 2011)
- Témoignages de l’autre côté, de Estrella Sendra (Espagne, 2012)
- Tibayou Garmi, de Octavi Royo (Espagne, 2010)
- Vol spécial, de Fernand Melgar (Suisse, 2011)

#### L’Afrique en Rythme
- Africa: The beat, de Samaki Wanne (Espagne, 2011)
- Mama África, de Mika Kaurismäki (Afrique du Sud, 2011)
- El gusto, de Safinez Bousbia (Algérie, 2011)

#### Panarabica
- Al-Hayat Al Yawmiyya Fi Qariya Suriyya, de Omar Amiralay (Syrie, 1974)
- Recycle, de Mahmoud al Massad (Jordanie/Pays-Bas, 2007)
- Sector Zero, de Nadim Mishlawi (Émirats arabes unis/Liban, 2011)
- Tufan Fi Balad Al-Baath, de Omar Amiralay (Syrie/France 2003)
- Yamo, de Rami Nihawi (Liban, 2011)

#### Animafrique
- Tengers, de Michael J. Rix (Afrique du Sud, 2007)
- El viaje de Saïd, de Coke Riobóo (Espagne, 2006)
- Give me spray, de Abd El-Gawad (Égypte)
- Honayn's Shoe, de Mohamed Ghazala (Égypte 2009)
- Humburgun, de Ahmad Salah Belal (Égypte, 2009)
- J’ai bu du café dans un café, de Saïd Bouftass (Maroc, 2005)
- L'Enfant roi, de Mohamed Grayaâ (Tunisie, 2009)
- L'Ami y'a bon, de Rachid Bouchareb (France, 2004)
- Les aventures de Guéde, de Idrissa Diabaté (Côte d'Ivoire/France, 1999)
- Madagascar, carnet de voyage, de Bastien Dubois (France, 2010)
- Kokoa, de Moustapha Alassane (Niger/France, 2001)
- Sacou Wala Bouteil, de Ibrahima Niang alias Piniang (Sénégal, 2005)
- The Tale of How, de Blackheart Gang (Afrique du Sud, 2006)
- Trip, de Nisren Abasher/Anne-Lisa Lippolbt (Allemagne/ Soudan 2008)
- Varavarankely, de Sitraka Randriamahaly (Madagascar, 2010)

### Rétrospectives

#### Algérie, 50 ans d'Histoire et de Cinéma
- Abna al-rih, de Brahim Tsaki (Algérie, 1980)
- Bab El Web, de Merzak Allouache (Algérie/France/Allemagne/Suisse, 1994)
- Les baies d'Alger, de Hassen Ferhani (Algérie/France 2006)
- Barakat! , de Djamila Sahraoui (Algérie/France, 2005)
- La Chine est encore loin, de Malek Bensmaïl (Algérie/France, 2008)
- Dans le silence, je sens rouler la terre, de Mohamed Lakhdar Tati (Algérie/France, 2010)
- Omar Gatlato, de Merzak Allouache (Algérie, 1976)
- Rachida, de Yamina Bachir-Chouikh (Algérie/France, 2001)
- Tahia ya Didou, de Mohamed Zinet (Algérie, 1971)
- Youcef ou la légende du septième dormant, de Mohamed Chouikh (Algérie/France, 1993)

#### Ciné et Cité
- A Karim Na Sala, de Idrissa Ouedraogo (Burkina Faso/France/Suisse, 1991)
- Gare centrale (film), de Youssef Chahine (Égypte, 1958)
- Borom Sarret, de Ousmane Sembène (Sénégal/France, 1963)
- Bye Bye Africa, de Mahamat-Saleh Haroun (France/Tchad, 1999)
- Come Back, Africa, de Lionel Rogosin (Afrique du Sud/États Unis, 1959)
- Contras' City, de Djibril Diop Mambéty (Sénégal, 1968)
- L'Esprit de Mopti, de Moussa Ouane (Mali/France, 1999)
- Hospedes da noite, de Licínio Azevedo, 2007)
- Macadam Tribu, de Zeka Laplaine (République démocratique du Congo/Portugal/France, 1996)
- Moi, un noir, de Jean Rouch (France, 1958)
- Na cidade vazia, de Maria João Ganga (Angola/Portugal/France, 2004)
- Rome plutôt que vous, de Tariq Teguia (Algérie/France/Allemagne, 2006)
- Sea Point Days, de François Verster (Afrique du Sud, 2009)
- Un transport en commun, de Dyana Gaye (Sénégal/France, 2009)
- Trésors des poubelles, de Samba Félix Ndiaye (Sénégal, 1989)
- Triomf, de Michael Raeburn (Afrique du Sud/France, 2008)
- Les Yeux bleus de Yonta, de Flora Gomes (Guinée-Bissau/Portugal/France, 1992)
- La vie est belle, de Mweze Ngangura/Benoît Lamy (République démocratique du Congo/France/Bélgica, 1987)
- Viva Riva!, de Djo Tunda Wa Munga (République démocratique du Congo, 2010)
- WWW. What A Wonderful World, de Faouzi Bensaïdi (Maroc/France/Allemagne, 2006)

#### La Petite Cinémathèque d’Abderrahmane Sissako
- Tous les autres s'appellent Ali, de Rainer Werner Fassbinder (République fédérale d'Allemagne, 1974)
- L'Enfance d'Ivan, de Andreï Tarkovski (Union soviétique, 1962)
- The Kid, de Charles Chaplin (États-Unis, 1921)
- On l'appelle Trinita, de Enzo Barboni (Italie, 1970)
- Le Retour d’un aventurier, de Moustapha Alassane (Niger, 1966)

### Séances Spéciales

#### Carte Blanche au FICiP
- Fuego sobre el Mármara, de David Segarra Soler (Venezuela, 2011)
- Les invisibles, de Ishtar Yasin (Costa Rica/Haïti, 2010)

#### Hommage à Chris Marker
- Les statues meurent aussi, de Chris Marker (France, 1953)

### Prix
- Griot au meilleur long-métrage de fiction : Tey de Alain Gomis
- Griot à la meilleure réalisation de fiction : Matière grise de Kivu Ruhorahoza
- Griot à la meilleure interprétation féminine : Soufia Issami pour son rôle  dans Sur la planche
- Griot à la meilleure interprétation masculine : Saul Williams pour son rôle  dans Tey
- Griot au meilleur long-métrage documentaire : Gangster Project de Teboho Edkins.
  - Mention spéciale : Bîr d’eau, a walkmovie de Djamil Beloucif.
- Griot au meilleur court-métrage : Sur la route du paradis de Uda Benyamina.
  - Mention spéciale : Brûleurs de Farid Bentoumi.
- Prix Jeune Jury : Kaa El Bir de Moez Ben Hassen.
- Prix du Public : 678 de Mohamed Diab
- Prix SIGNIS (Association catholique mondiale pour la Communication). Prix au meilleur long-métrage de fiction : Matière grise de Kivu Ruhorahoza.
  - Mention spéciale : Sur la planche de Leila Kilani.
- Prix honorifique ASFAAN (Association des Festivals Audiovisuels d'Andalousie) à la carrière cinématographique d'un réalisateur africain : Merzak Allouache.
- Prix critique honorifique ASECAN (Association des Scénaristes d'Andalousie) au meilleur long-métrage de fiction : Beauty de Oliver Hermanus.
- Prix Cordoue Ville Solidaire : Vol spécial de Fernand Melgar.
  - Mention spéciale : Hospedes da noite de Licínio Azevedo.

### Jury

#### Le Rêve Africain
- Sylvia Perel
- Tanya Valette
- Caroline Kamya

#### De l'Autre Côté du Détroit
- Andrés Duque
- Ishtar Yasin Gutiérrez
- Samir Ardjoum

#### Jurados especiales
- Jury ASECAN (Association des Scénaristes d'Andalousie)
  - Guillermo Rojas Rivadulla
  - Manuel Ángel Jiménez Arévalo
  - Michèle Solle

- Jury SIGNIS (Association catholique mondiale pour la Communication)
  - Guido Convents

- Jury Cordoue Ville Solidaire
  - Consuelo Serrano (Cruz Roja)
  - Jesús García (Asociación Andaluza por la Solidaridad y la Paz)
  - José Santofimia (KASUMAY)
  - Pablo Blanco (Grupo JAIMA)
  - Iván Barrón (ELMAT)

- Jeune Jury

Referencias
Catalogue Festival de Cinéma Africain de Cordoue